# Самсоново (Торопецкий район)
Самсоново — деревня в Торопецком районе Тверской области. Входит в состав Кудрявцевского сельского поселения.

## География
Деревня расположена в 43 километрах к западу от города Торопец и в 5 километрах от села Озерец, близ границы с Псковской областью. Ближайшим населённым пунктом является деревня Яшутино (2 километра на юго-восток).
Климат
Деревня, как и весь район, относится к умеренному поясу северного полушария и находится в области переходного климата от океанического к материковому. Лето с температурным режимом +15…+20 °С (днём +20…+25 °С), зима умеренно-морозная −10…−15 °С; при вторжении арктических воздушных масс до −30…-40 °С.
Среднегодовая скорость ветра 3,5—4,2 метра в секунду.

## История
На топографической карте Фёдора Шуберта 1867—1906 годов обозначена деревня Самсонова. Имела 6 дворов.
В списке населённых мест Торопецкого уезда Псковской губернии за 1885 год значится деревня Самсоново (№ 13776). Располагалась при реке Озеречке в 36 верстах от уездного города. Имела 5 дворов и 36 жителей.
На карте РККА 1923—1941 годов обозначена деревня Самсонова. Имела 10 дворов.

## Население
| 2010 |
| ---- |
| 18   |

По данным переписи 2002 года, в деревне проживало 25 человек.
Национальный состав
Согласно результатам переписи 2002 года русские составляли 100 % населения деревни.